# Kamptodiplosis ramanathi
Kamptodiplosis ramanathi är en tvåvingeart som beskrevs av Mani 1963. Kamptodiplosis ramanathi ingår i släktet Kamptodiplosis och familjen gallmyggor. Inga underarter finns listade i Catalogue of Life.